# Château de Palteau
Le château de Palteau est un manoir près de Armeau dans l'Yonne. Au Moyen Âge, c'était une forteresse, entourée d'un fossé qui existe encore.  

## Historique
Le site de Palteau appartient primitivement au patrimoine foncier royal sénonais. A ce titre, on y découvre des sergents forestiers sous les fils de Philippe-le-Bel.
Le roi Philippe-le-Long mettant en œuvre une décision de son père, se sépare de tous les éléments fonciers royaux sénonais de la rive droite de l'Yonne au profit d'une branche cadette de la famille de Sancerre, qui permet ainsi à la Couronne d'augmenter sa présence au sein du comté d'Angoulême, en 1318. Dès lors, Palteau fait partie de la châtellenie de Mâlay-le-Roi constituée de ces éléments fonciers, et en partage les destinées aux mains des de Sancerre (1318-1366), des de Chancy 1394-1492) et enfin des Griveau (famille troyenne). Le partage de la succession Griveau provoque un démembrement de la châtellenie en nombreuses seigneuries, dont celle de Palteau qui émerge alors en 1525 sous François Ier.  Aucun document ne cite alors que les lieux fussent occupés par un manoir, ou un château. 
Domiciliés au loin, les Coetault-Le Masson (1559-1567), héritiers des Griveau finissent par se désintéresser de Palteau durant les guerres civiles dits de Religion, et vendent les lieux à des magistrats du bailliage de Sens. Il appartient ensuite aux Gibier (1567-1598). Nicolas Gibier le vend à un ancien archer et bourgeois de Villeneuve, marié à Françoise de Beaujeu fille du seigneur de Verlin. Ce dernier le cède à son tour en 1600 au profit de la famille Chappellain, tourangeaux arrivés à Paris dans le sillage de la duchesse de Mercœur, et à Joigny (imposition des Aides). Les Chappellain tiennent la seigneurie de 1600 à 1662. 
Le château a notamment abrité l'homme au masque de fer, en 1698, lors de son transfert de la forteresse de Sainte-Marguerite à la Bastille. La propriété appartenait alors à son geôlier, Saint-Mars, qui venait tout juste d'être nommé gouverneur de la Bastille par Louis XIV. 
L'entomologiste Guillaume-L. Formanoir de Palteau y est né en 1712. 
L'actuel manoir date du règne de Louis XVIII. L'aile ouest a été reconstruite au XIXe siècle.

## Protection
Le parc du château de Palteau a été inscrit au pré-inventaire des jardins remarquables.

## Utilisation
Il est reconverti en centre de loisirs avec poney-club.